# بولوك الصفارية
بولوك الصفارية ( Icterus bullockii ) طائر صغير من الصفراويات
. في وقت من الأوقات ، كان يعتبر هذا النوع والأقطروس العرعري نوعًا واحدًا ،
سمي هذا الطائر على اسم ويليام بولوك ، عالم الطبيعة الإنجليزي الهواة.

## وصف
صفارات بولوك ثنائية الشكل جنسياً ، حيث يكون الذكور أكثر سطوعًا من الإناث. بالإضافة إلى ذلك ، تميل الذكور إلى أن تكون أكبر قليلاً وأثقل من الإناث. بشكل عام ، تتراوح كتلة البالغين من 29 إلى 43 غرام (1.0 إلى 1.5 أونصة) . الكبار لديهم فاتورة مدببة مع منقار مستقيم. في الذكور البالغين ، يكون الذيل طويلًا ومربعًا ولون أسود فاحم. جميع الجلد المكشوف أسود ، مثله مثل المخالب والمنقار ، على الرغم من أن قاعدة الفك السفلي تفتح إلى الرمادي المزرق.

## التكاثر

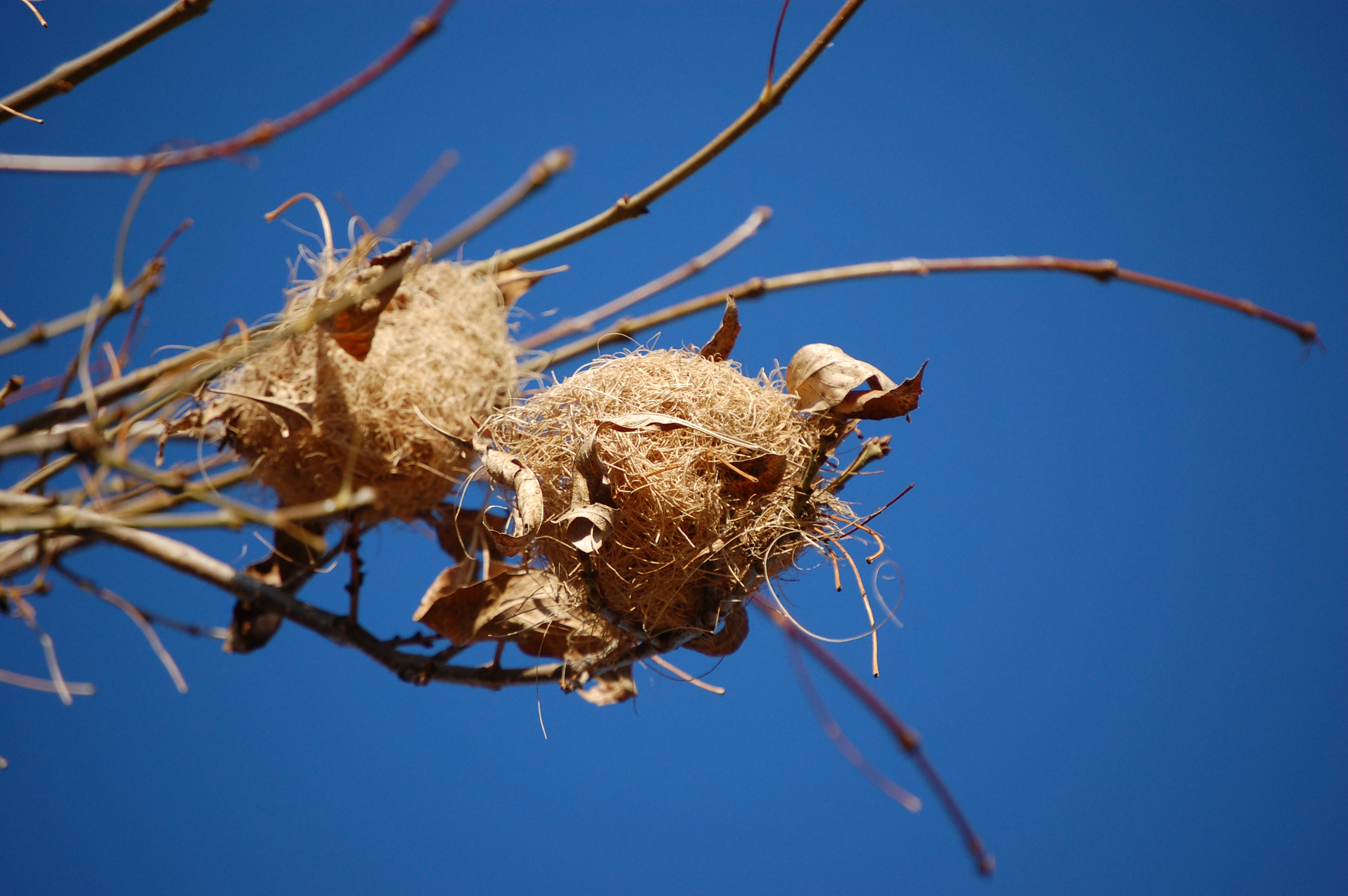
أعشاش Bullock's oriole بالقرب من San Jose ، CA

. يستمر موسم التكاثر عادة من مايو حتى يوليو.

## الاتصالات
يغني كل من الذكور والإناث. في حين أن صوت الذكور أحلى ، تميل الإناث إلى أن تكون مغنيات أكثر غزارة. تشبه أغنية هذا الطائر أغنية الأقطروس العرعري ، ولكنها أسرع وأكثر قسوة إلى حد ما.

## روابط خارجية
- حساب أنواع أوريول بولوك - مختبر كورنيل لعلم الطيور
- بولوك أوريول - موسوعة الحياة
- بولوك أوريول - Icterus bullockii - USGS Patuxent Bird Identification InfoCenter
- بولوك أوريول - BirdHouses101.com
- BirdLife species factsheet for Icterus bullockii
- "Icterus bullockii" . أفيباس .
- "وسائط عن Bullock's oriole". إنترنت بيرد كوليكشن.
- معرض الصور عن بولوك الصفارية على فيريو (جامعة دركسل)

- تسجيلات صوتية لBullock's oriole على Xeno-canto.